# جمل

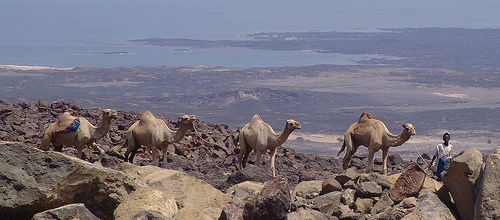
جمال عند بحيرة عسل بجيبوتي

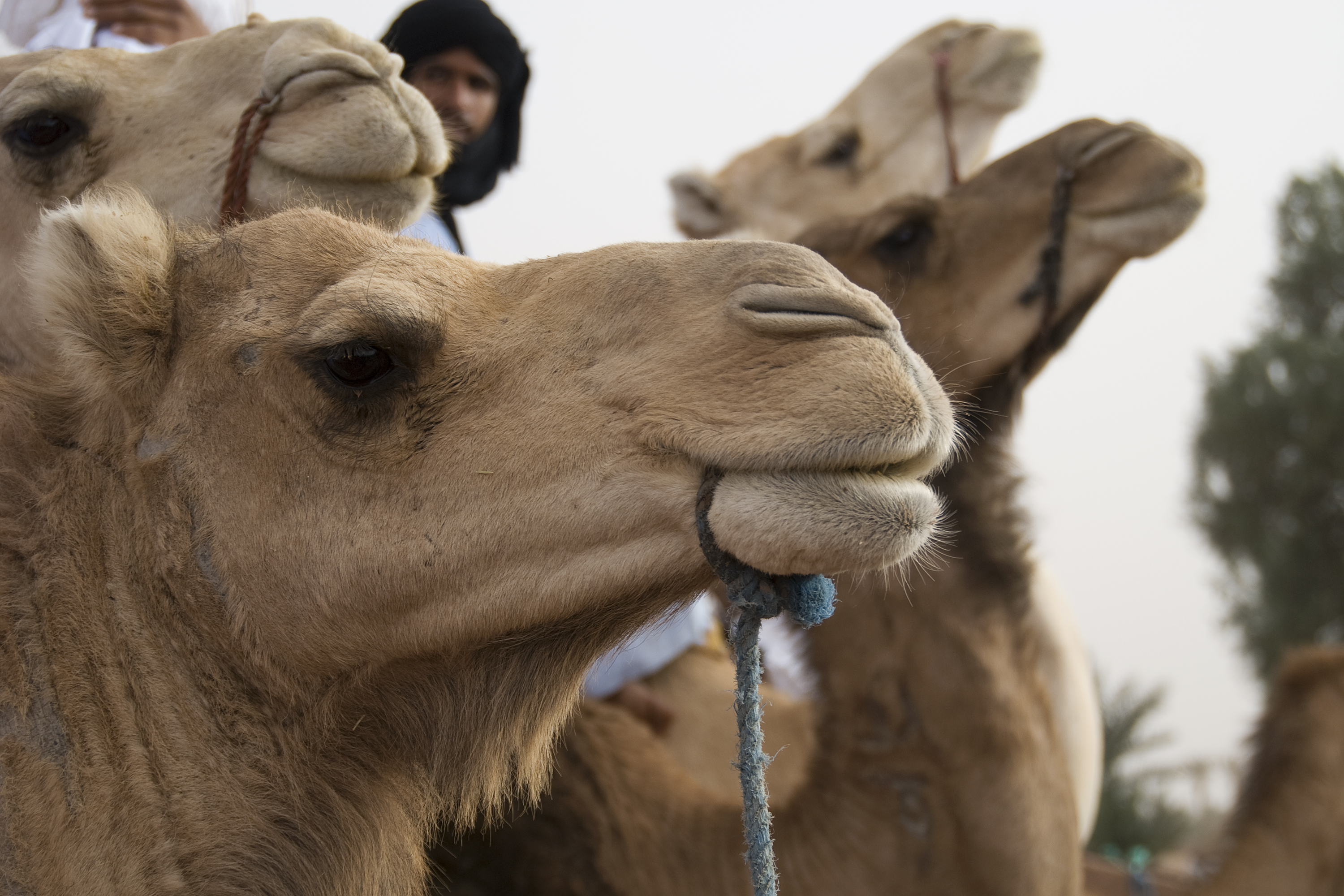
جمال بمدينة ورزازات في المغرب

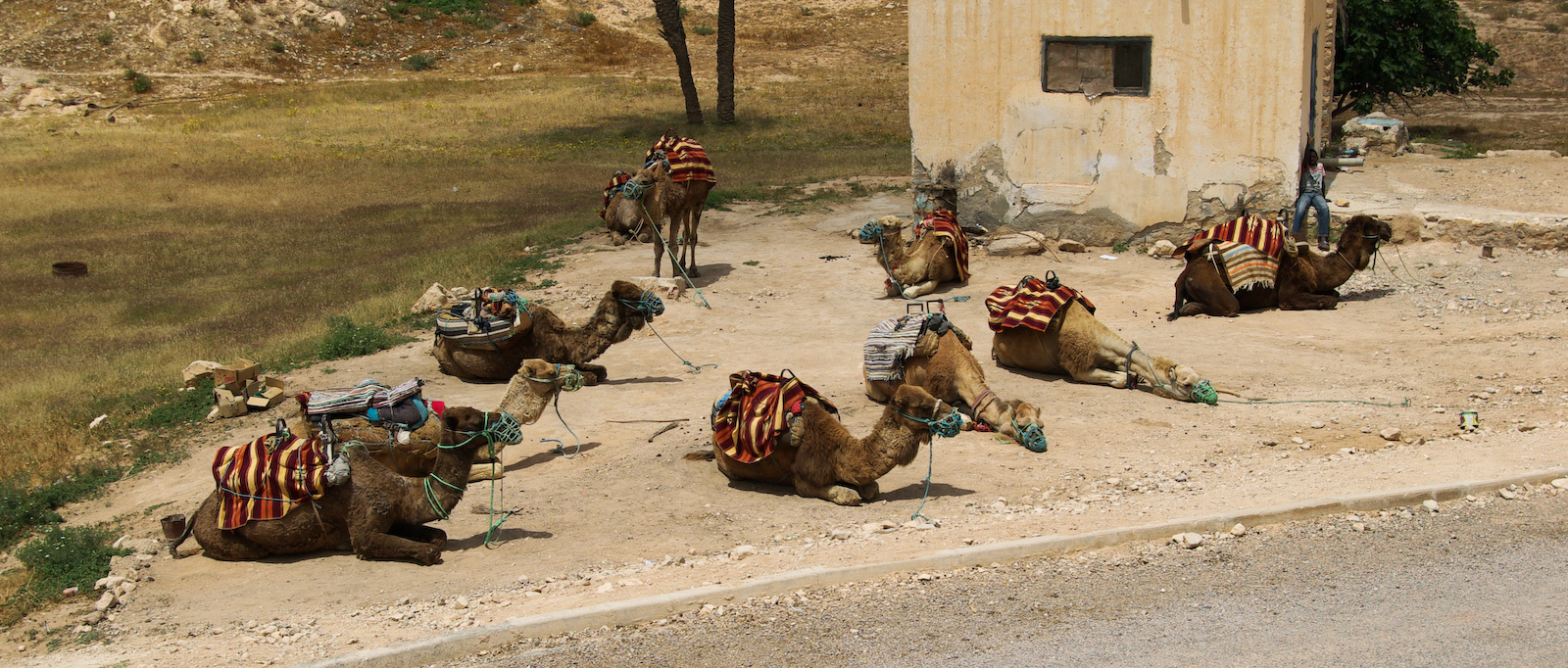
جمالٌ بارِكةٌ

الجمل يطلق على المذكر وجمعها جمال والمؤنث يطلق عليها ناقة وجمعها نوق او نياق، والجمع للجنسين ابل (الاسم العلمي: Camelus)، (ومن الإغريقية: κάμηλος (kamēlos) من السامية القديمة: gāmāl ). وكلمة بعير تطلق على اي فرد من القطيع. وهو حيوان من فصيلة الجمليات رتبة شفعيات الأصابع، ، يشتهر بالكتلة الدهنية على ظهره التي تسمى "السنام". تم تدجين الإبل منذ فترة طويلة، وباعتبارها من مواشي، فهي توفر الغذاء (حليب ولحوم) والمنسوجات (الألياف واللباد من الوبر). والإبل حيوانات عاملة تتكيف بشكل خاص مع بيئتها الصحراوية وهي وسيلة حيوية لنقل الركاب والبضائع. هناك ثلاثة أنواع من الجمال الموجودة على الأرض، يشكل الجمل ذو السنام الواحد (الجمل العربي) 94% من إجمالي تعداد الجمال في العالم، ويشكل الجمل ذو السنامين (الجمل البختري) 6%. الجمل البختري البري هو نوع مختلف وليس سلفًا للجمل البختري المستأنس، وهو الآن مهدد بالانقراض بشدة، إذ يبلغ عدد أفراده أقل من 1000 فرد.
يستخدم مصطلح "جمل" أيضًا بشكل غير رسمي بمعنى أوسع، حيث يكون المصطلح الأكثر صحة هو "الجمليات"، ليشمل جميع الأنواع السبعة من فصيلة الجمليات: الجمال الحقيقية (الأنواع الثلاثة المذكورة أعلاه)، إلى جانب جمليات "العالم الجديد": اللاما، والألبكة، والغوناق، والفيكونا، والتي تنتمي إلى قبيلة منفصلة تسمى اللاماوية. نشأت الجمليات في أمريكا الشمالية خلال فترة الإيوسيني، حيث هاجر سلف الجمال الحديثة الباراكاميلوس عبوره لجسر بيرنجيا البري إلى آسيا خلال أواخر الميوسيني، منذ حوالي 6 ملايين سنة.

## أسماء ومصطلحات الجمل

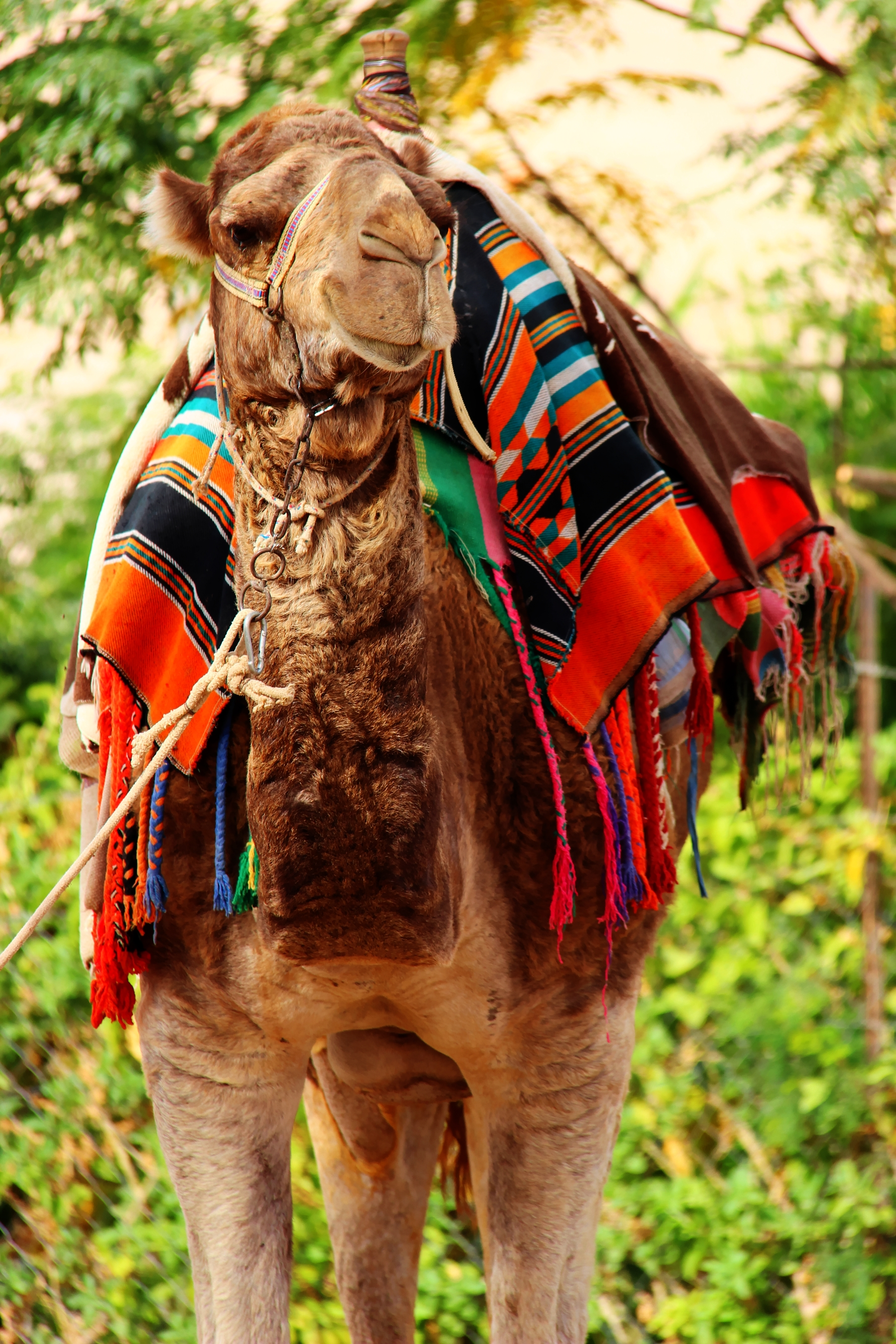
جمل في فلسطين

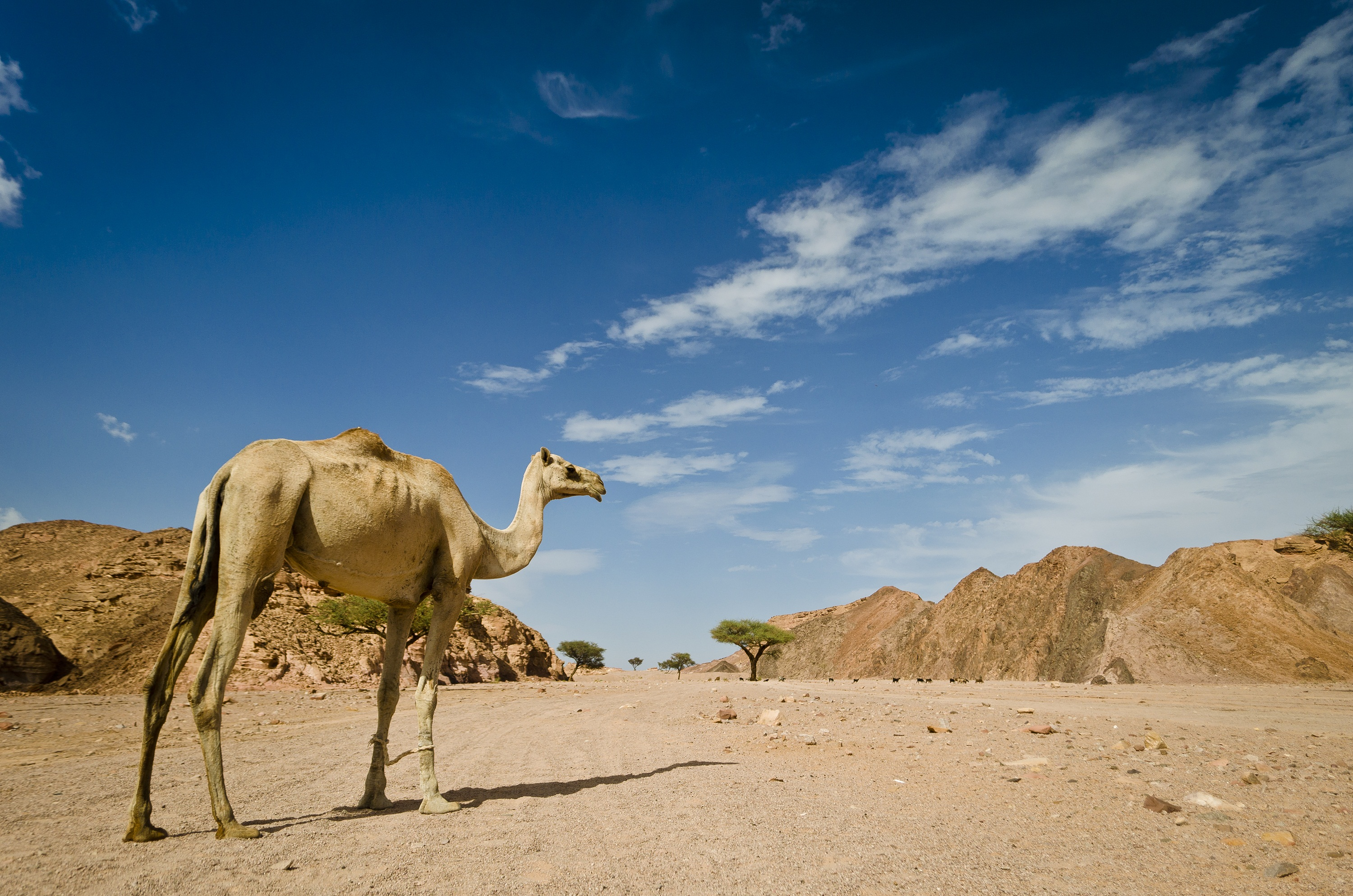
جمل بأصابع أقدام مستوية تنتمي لجنسه، وهو يتحمل رواسب دهنية مميزة تعرف بـ"الحدب" على ظهره.

الجمل  مذكر والجمع منها جمال، والأنثى ناقة والجمع نوق،  والإبل تطلق على الجمال والنُّوق.
ومن الألقاب التي يلقب بها: العيس والشملال واليعملة والوجناء والناجية والعوجاء والشمردلة والهجان والكوماء والحرف.والصبور
يعرف الجمل بـ سفينة الصحراء وذلك لتكيفة مع المعيشة على جدب الصحراء من حيث قلة العشب والماء.
وأسماء الإبل الأصيلة كثيرة منها: ضَبعان، عَرفان، شَعلان، غَزلان، وأم طويلع، وأم رموش، والخطلة، ونورا وغيرهم.
ويقال لمن عمره ستة شهور ويرضع أمه: حوار،
ولمن عمره سنة ويأكل ويشرب: مخلول،
ولمن عمره من سنة إلى سنتين: مفرود،
ولمن عمرة من من سنتين إلى ثلاثة وبدأ يحمل الأثقال: حِق (بكسر الحاء)،
ولمن كان عمره أربع سنوات جِذع (بكسر الجيم)،
ولمن عمره من خمس إلى ست وبدل الزوج الأول من قواطع أسنانة فهو: ثني،
ولمن بدل الزوج الثاني من قواطع أسنانة فهو: رباع،
ولمن بدل الزوج الثالث من قواطع أسنانة فهو: سداس،
والناقة الفاطر هي الناقة التي وضعت أكثر من خمس مرات وتعتبر كبيرة العمر.

## صغير الجمل
عندما تكون الأم على وشك الولادة بعد فترة حمل تتراوح بين 12 - 14 شهر تقوم باخراج نفسها من القطيع وتجد منطقة خاصة من أجل ولادتها وبعد حوالي نصف ساعة من الولادة يتمكن صغير الجمل (الحوار) من السير بجانب أمه. ليس لدى صغير الجمل عند الولادة سنام و إنما بروزات صغيرة يعلوها شعر مجعد تحدد مكان تشكل السنام الذي ينمو تدريجيا مع الوقت.

## الأنواع

### الأنواع الموجودة
هناك ثلاثة أنواع موجودة:
| الاسم الشائع                 | الاسم العلمي والنوع الفرعي       | النطاق                                                                    | الحجم والبيئة          | حالة الاتحاد الدولي لحفظ الطبيعة والعدد المقدر |
| ---------------------------- | -------------------------------- | ------------------------------------------------------------------------- | ---------------------- | ---------------------------------------------- |
| الجمل البختري (ذو السنامين)  | Camelus bactrianus لينيوس, 1758  | مُدجَّن؛ آسيا الوسطى، بما فيها المنطقة التاريخية لباختر وتركيا.              | الحجم: الموطن: الغذاء: |                                                |
| الجمل العربي (وحيد السنام)   | Camelus dromedarius لينيوس, 1758 | مُدجَّن؛ الشرق الأوسط، والصحراء الكبرى، وجنوب آسيا؛ تم إدخالها إلى أستراليا. | الحجم: الموطن: الغذاء: |                                                |
| جمل وحشي (ذو السنامين البري) | Camelus ferus برجفالسكي, 1878    | المناطق النائية في شمال غرب الصين ومنغوليا.                               | الحجم: الموطن: الغذاء: | CR                                             |

تنقسم الجمال (أو الإبل أو النوق) على نوعين:
- الجمل العربي: وله سنام واحد، ويعيش بمناطق شمال إفريقيا والصحراء الكبرى والشرق الأوسط وصحراء الربع الخالي.
- الجمال ذات السنامين، التي تعيش في منطقة آسيا الوسطى.

وقد يطلق مصطلح الجمل على أشباه الجمال من فصيلة الجمليات، وهي:
- الجمال الحقيقية (الجمل العربي والجمل ذو السنامين)
- أشباه الجمال الأربع الجنوب أمريكية وهي: اللاما والألبكة والغوناق والفيكونيا.

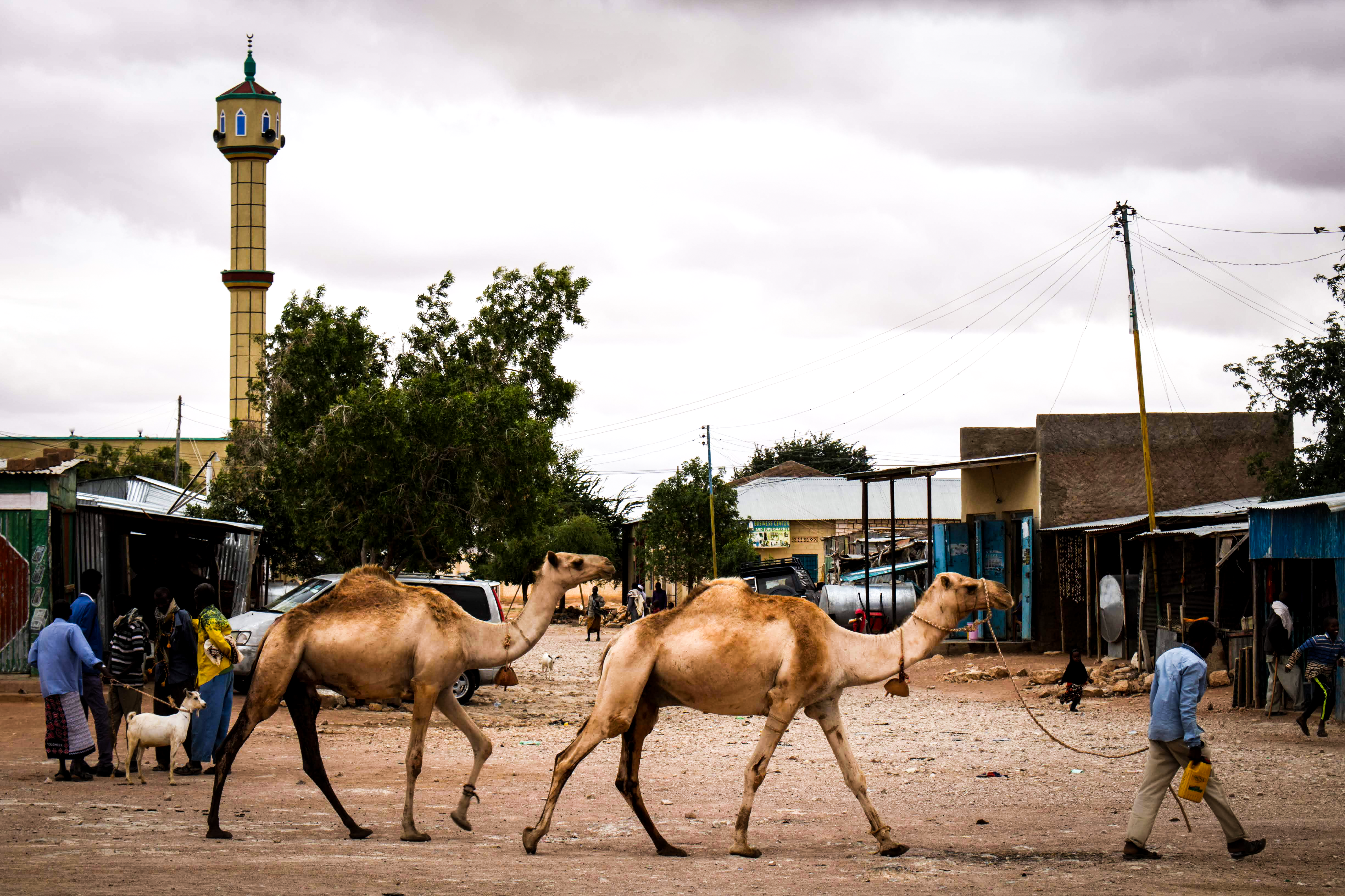
مجموعة من الجمال في مدينة عينبة شمال الصومال

|  | الجمل العربي |
|  | |
|  | \| \| † جمل نوبلوخ \| \| \| \| \| \| الجمل الوحشي (الجمل ذو السنامين البري) \| \| \| \| \| \| الجمل ذو السنامين \| \| \| \| |
|  | |
|  | † جمل نوبلوخ |
|  | |
|  | الجمل الوحشي (الجمل ذو السنامين البري)                                                                                      |
|  | |
|  | الجمل ذو السنامين |
|  | |

|  | † جمل نوبلوخ                           |
|  |                                        |
|  | الجمل الوحشي (الجمل ذو السنامين البري) |
|  |                                        |
|  | الجمل ذو السنامين                      |
|  |                                        |

|  | الجمل العربي |
|  | |
|  | \| \| † جمل نوبلوخ \| \| \| \| \| \| الجمل الوحشي (الجمل ذو السنامين البري) \| \| \| \| \| \| الجمل ذو السنامين \| \| \| \| |
|  | |
|  | † جمل نوبلوخ |
|  | |
|  | الجمل الوحشي (الجمل ذو السنامين البري)                                                                                      |
|  | |
|  | الجمل ذو السنامين |
|  | |

|  | † جمل نوبلوخ                           |
|  |                                        |
|  | الجمل الوحشي (الجمل ذو السنامين البري) |
|  |                                        |
|  | الجمل ذو السنامين                      |
|  |                                        |

|  | الجمل العربي |
|  | |
|  | \| \| † جمل نوبلوخ \| \| \| \| \| \| الجمل الوحشي (الجمل ذو السنامين البري) \| \| \| \| \| \| الجمل ذو السنامين \| \| \| \| |
|  | |
|  | † جمل نوبلوخ |
|  | |
|  | الجمل الوحشي (الجمل ذو السنامين البري)                                                                                      |
|  | |
|  | الجمل ذو السنامين |
|  | |

|  | † جمل نوبلوخ                           |
|  |                                        |
|  | الجمل الوحشي (الجمل ذو السنامين البري) |
|  |                                        |
|  | الجمل ذو السنامين                      |
|  |                                        |

|  | الجمل العربي |
|  | |
|  | \| \| † جمل نوبلوخ \| \| \| \| \| \| الجمل الوحشي (الجمل ذو السنامين البري) \| \| \| \| \| \| الجمل ذو السنامين \| \| \| \| |
|  | |
|  | † جمل نوبلوخ |
|  | |
|  | الجمل الوحشي (الجمل ذو السنامين البري)                                                                                      |
|  | |
|  | الجمل ذو السنامين |
|  | |

|  | † جمل نوبلوخ                           |
|  |                                        |
|  | الجمل الوحشي (الجمل ذو السنامين البري) |
|  |                                        |
|  | الجمل ذو السنامين                      |
|  |                                        |

## الوصف
متوسط مأمول الحياة للجمل هو 30 إلى 40 سنة. وطول الجمل كامل النمو هو 1.85م عند الأكتاف، و2.15 م عند السنام يرتفع السنام لحوالي 76سم عن الجسم. يمكن أن يكون الجمل ذو السنامين أطول بقدم. يمكن للجمل الركض بسرعة تصل إلى 65 كيلومتر في الساعة، ويمكنه أن يستمر على سرعة 40 كم/ساعة. تزن الإبل ذات السنامين من 300 إلى 1000 كغ والإبل العربية من 300 إلى 600 كغ.
ذكر الجمل العربي لديه عضو يسمى الشقشقة في حلقه، وهو كيس كبير قابل للانتفاخ يخرج من فمه عندما يكون في وداق لتأكيد الهيمنة وجذب الإناث. تشبه لسان طويل أو رئة منتفخة وردية اللون تتدلى من جانب فم البعير. تتزاوج الإبل من خلال جلوس الذكر والأنثى على الأرض، والذكر يصعد على ظهر الأنثى. يقذف الذكر عادة ثلاث أو أربع مرات في موسم تزاوج واحد. الجمليات هي الوحيدة من ذوات الحوافر التي تتزاوج في وضعية الجلوس.

### ألفاظ الإبل التي وردت في القرآن
1. الإبل: لقد وقف أهل اللغة على هذه اللفظة فقالوا فيها وأجزلوا فقال أهل اللغة: الإبل لا واحد لها من لفظها وهي مؤنثة لأن أسماء الجموع التي لا واحد لها من لفظها إذا كانت لغير الآدميين فالتأنيث لها لازم، والجمع آبال. وقد ورد لفظ الإبل في القرآن الكريم في عدة مواضع، وبألفاظ مختلفة، هي: لفظ الإبل الذي ورد في موضعين هما قوله تعالى: ﴿وَمِنَ الإِبِلِ اثْنَيْنِ﴾ [الأنعام:144]، وقوله تعالى: ﴿أَفَلَا يَنْظُرُونَ إِلَى الإِبِلِ كَيْفَ خُلِقَتْ﴾ [الغاشية:17].
2. الناقة: هي أنثى الجمل، قال أهل اللغة: وهي تدل على المفرد وجمعها نوق، أو أنوُقٌ، وأينُق، وأيانِق، ونِياق. ولفظ الناقة ورد في سبعة مواضع، مرتان في سورة الأعراف، ومرة واحدة في كلٍ السور الآتية: هود - الإسراء – الشعراء- القمر - الشمس• وكلها تشير إلى ناقة النبي صالح، كما في قوله تعالى: ﴿وَآَتَيْنَا ثَمُودَ النَّاقَةَ مُبْصِرَةً﴾ [الإسراء:59]، وقوله تعالى: ﴿هَذِهِ نَاقَةُ اللهِ﴾ [هود:64].
3. العِير: وقد ورد في القرآن لفظة العير فقد وردت فقط في سورة يوسف ثلاث مرات. والعير: القوم معهم حملهم من المِيرَةَ، يقال للرجال وللجمال معاً، ولكل واحد منهما دون الآخر. فالعير هي الإبل التي تحمل الطعام وغيره.
4. البدن: أما لفظة (البدنة) فقد قال جمهور أهل اللغة وجماعة من الفقهاء: يقع على الواحدة من الإبل والبقر والغنم، سميت بذلك لعظم بدنها. فعَنْ أَبِي هُرَيْرَةَ أَنّ رَسُولَ اللّهِ صلى الله عليه وسلم قَالَ: «مَنِ اغْتَسَلَ يَوْمَ الْجُمُعَةِ غُسْلَ الْجَنَابَةِ، ثُمّ رَاحَ. فَكَأَنّمَا قَرّبَ بَدَنَة» الحديث، رواه مسلم.
5. الجمل: ورد اسم الجمل مفرداً بالنص الصريح مرة واحدة في قوله تعالى: ﴿إِنَّ الَّذِينَ كَذَّبُوا بِآَيَاتِنَا وَاسْتَكْبَرُوا عَنْهَا لَا تُفَتَّحُ لَهُمْ أَبْوَابُ السَّمَاءِ وَلَا يَدْخُلُونَ الجَنَّةَ حَتَّى يَلِجَ الجَمَلُ فِي سَمِّ الخِيَاطِ وَكَذَلِكَ نَجْزِي المُجْرِمِينَ﴾ [الأعراف:40]. فأما معنى (سَمِّ): فهو ثقب الإبرة، وكل ثقب لطيف في البدن كالأنف أو غير ذلك يسمى سَمّا وجمعه سموم. وجمع السم القاتل سِمام. وأما الخِياط: فإنه المِخْيَط، أي ما يخاط به: وهي الإبرة. قال القرطبي: والجمع من الجمل: جِمال وأجمَال وجِمَالات وجمائل. وإنما يسمى جملاً إذا بلغ أربع سنوات. اختلف العلماء في تفسير المقصود «بالجمل» في الآية، فمن قرأ «الجَمَل» ذكر أن المراد به «الجمل المعروف»، أي: الحيوان ذا القوائم الأربعة، وهو «ذكر الناقة»، ومن قرأ بضم «الجِيم» وتشديد «الميم»، ذكر أن المراد به هو: حبل السفينة الغليظ، أو الحبل الذي يُصعد به إلى النخل.[22]
6. الِهيم: قال الله: ﴿فَشَارِبُونَ شُرْبَ الهِيمِ﴾ [الواقعة:55] قال جمهور المفسرين وأهل اللغة: الهيم هي الإبل العطاش.
7. البعير: قال أهل اللغة: البعير يشمل الجمل والناقة كالإنسان للرجل والمرأة، وإنما يسمى بعيراً إذا أجذع، والجمع أبعِرة، وأباعر، وبُعران. وقد جاء ذكره فقط في سورة يوسف.
8. الأنعام: وهي: الإبل، والبقر، والغنم. قال أهل اللغة: وأكثر ما يقع على هذا الاسم الإبل. والأنعام يذكر ويؤنث قال الله: ﴿مِمَّا فِي بُطُونِهِ﴾ [النحل:66] وقال: ﴿مِمَّا فِي بُطُونِهَا﴾ [المؤمنون:21]. قال الله: ﴿وَالأَنْعَامَ خَلَقَهَا لَكُمْ فِيهَا دِفْءٌ وَمَنَافِعُ وَمِنْهَا تَأْكُلُونَ﴾ [النحل:5]. قال الله: ﴿وَتَحْمِلُ أَثْقَالَكُمْ إِلَى بَلَدٍ لَمْ تَكُونُوا بَالِغِيهِ إِلَّا بِشِقِّ الأَنْفُسِ إِنَّ رَبَّكُمْ لَرَءُوفٌ رَحِيمٌ﴾ [النحل:7] ومن المعروف أن الجمل يستطيع أن يسير مسافة 144 كم في نحو 10 ساعات ويقطع مسافة 448 كم في نحو 3 أيام، ويستطيع أن يحمل من 200 – 300 كغ على ظهره أثناء السفر.
9. البَحيرة: قال أهل اللغة: وهي ابنة السائبة، وهيَ الناقة التي كانوا في الجاهلية إذا ولدت خمسة بُطون قَطعوا أُذنها، وَأُعْفَوْها أن يُنْتَفَعَ بها، ولم يمنعوها من مَرْعَى، ولا ماء.[23]
10. السائبة: قال أهل اللغة: الناقة التي كانت تُسَيّب في الجاهلية لنذرٍ أو نحوه، وَقيل هيَ الناقة التي إذا بلغت سِنّاً مُعيناً تتركُ لأصنامهم.
11. الوصيلة: روى البخاري عن سعيد بن المسيب قال: الناقة البكر تبكر في أول نتاج الإبل بأنثى ثم تثني بعد بأنثى وكانوا يسيبونها لطواغيتهم إن وصلت إحداهما بأخرى ليس بينها ذكر (أَي هي الناقة التي تَصل إنجاب أُنثى بِأثنى).
12. الحام: فحل الإبل يضرب الضراب المعدودة فإذا قضى ضرابة ودعوه للطواغيت وأعفوه من أن يحمل عليه شيء وسموه الحامي. قال الله: ﴿مَا جَعَلَ اللهُ مِنْ بَحِيرَةٍ وَلَا سَائِبَةٍ وَلَا وَصِيلَةٍ وَلَا حَامٍ وَلَكِنَّ الَّذِينَ كَفَرُوا يَفْتَرُونَ عَلَى اللهِ الكَذِبَ وَأَكْثَرُهُمْ لَا يَعْقِلُونَ﴾ [المائدة:103]. كان العرب قبل الإسلام قد حرموا أنواعاً من الأنعام وجعلوها أجزاءً وأنواعاً. وهذه الأنواع الأربعة المشار إليها في الآية السابقة من الأنواع التي ابتدعوها في الأنعام.
13. العِشَار: قال أهل اللغة: وهي الناقة التي أتى عليها من وقت الحمل عشرةُ أشهر. قال تعالى: ﴿وَإِذَا العِشَارُ عُطِّلَتْ﴾ [التكوير:4].

## وسوم الإبل عند القبائل العربية
الوسم: هو وضع علامه تبين ملكية الناقه أو البعير أو الجمل لدى القبائل العربية وهو يعتبر الدليل الاساسي لملكية أي ناقة أو بعير وقد كان الرسول صلى الله عليه وسلم يسم الإبل لا يسم في الوجه ولا بأس به في غيره قال جابر رضي الله عنه : «نهى رسول الله صلى الله عليه وسلم عن ضرب الوجه وعن وسم الوجه».
وفي لفظ { مر عليه بحمار قد وسم في وجهه فقال: لعن الله الذي وسمه } وعن ابن عباس قال: «رأى رسول الله صلى الله عليه وسلم حمارًا موسومًا في الوجه فأنكر ذلك فقال: فوالله لا أسمه إلا في أقصى شيء من الوجه وأمر بحمار فكوي على جاعرتيه فهو أول من كوى الجاعرتين» ، روى ذلك مسلم في صحيحه. ولأحمد وأبي داود حديث جابر { أما بلغكم أني لعنت من وسم البهيمة في وجهها وضربها في وجهها ؟ } فنهى عن ذلك وفي صحيح البخاري من حديث أبي هريرة { : ونهى عن الوسم }.

## التكيف مع الطبيعة
تكيف الجمل على أكل الأشواك والعاقول وكذلك تكيفت معدته. أما السنام فهو المكان الطبيعي لتخزين الدهون المتحولة من فائض غذائه، ولكن لا يخزن الجمل الماء في السنام كما هو الاعتقاد الشائع.

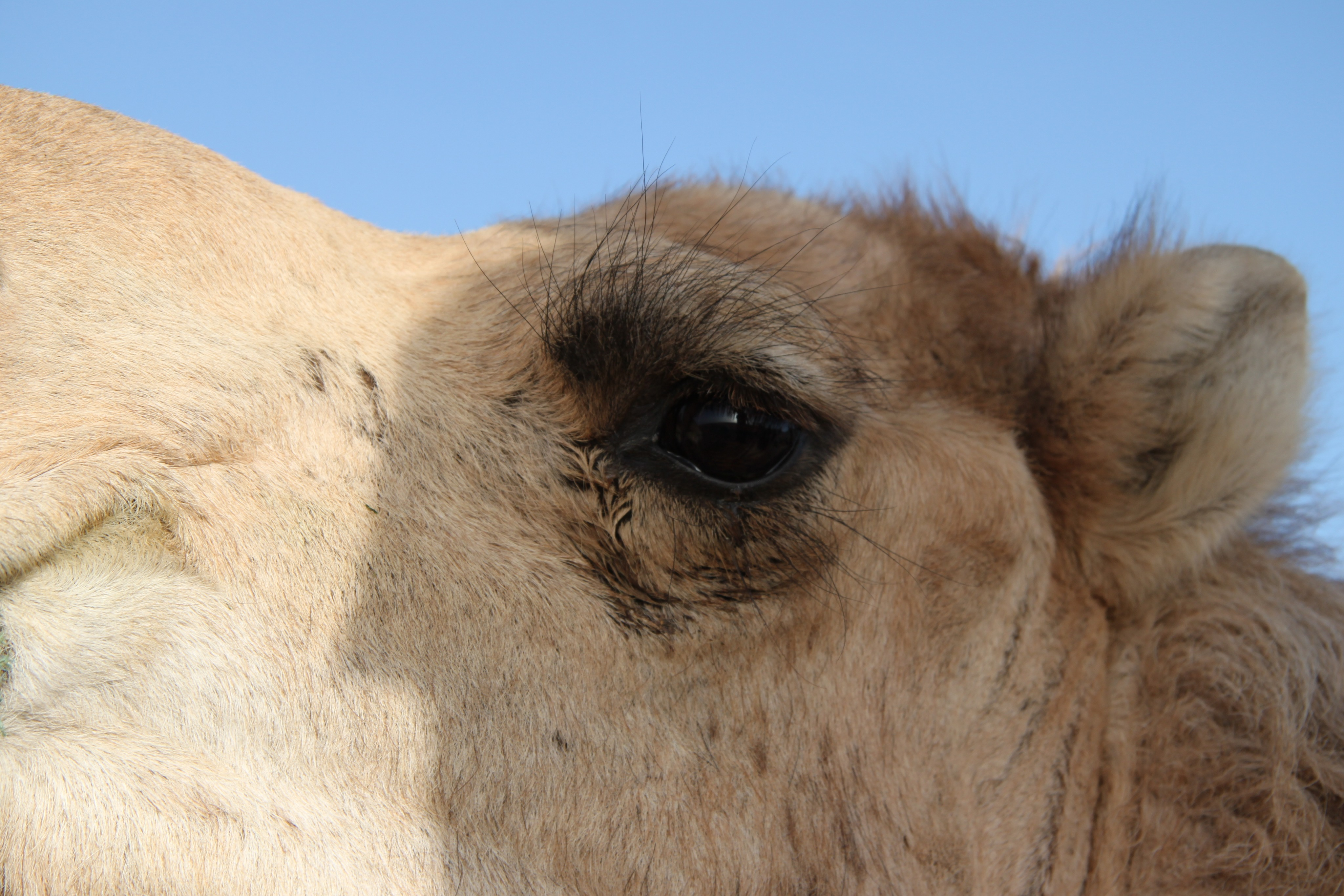
تكيف عين الجمل مع البيئة

كذلك تكيفت عيون الجمل للرؤية مع وجود الغبار، وأرجله بها أخفاف مناسبة للسير على الرمال بما لها من مساحة سطحية واسعة.

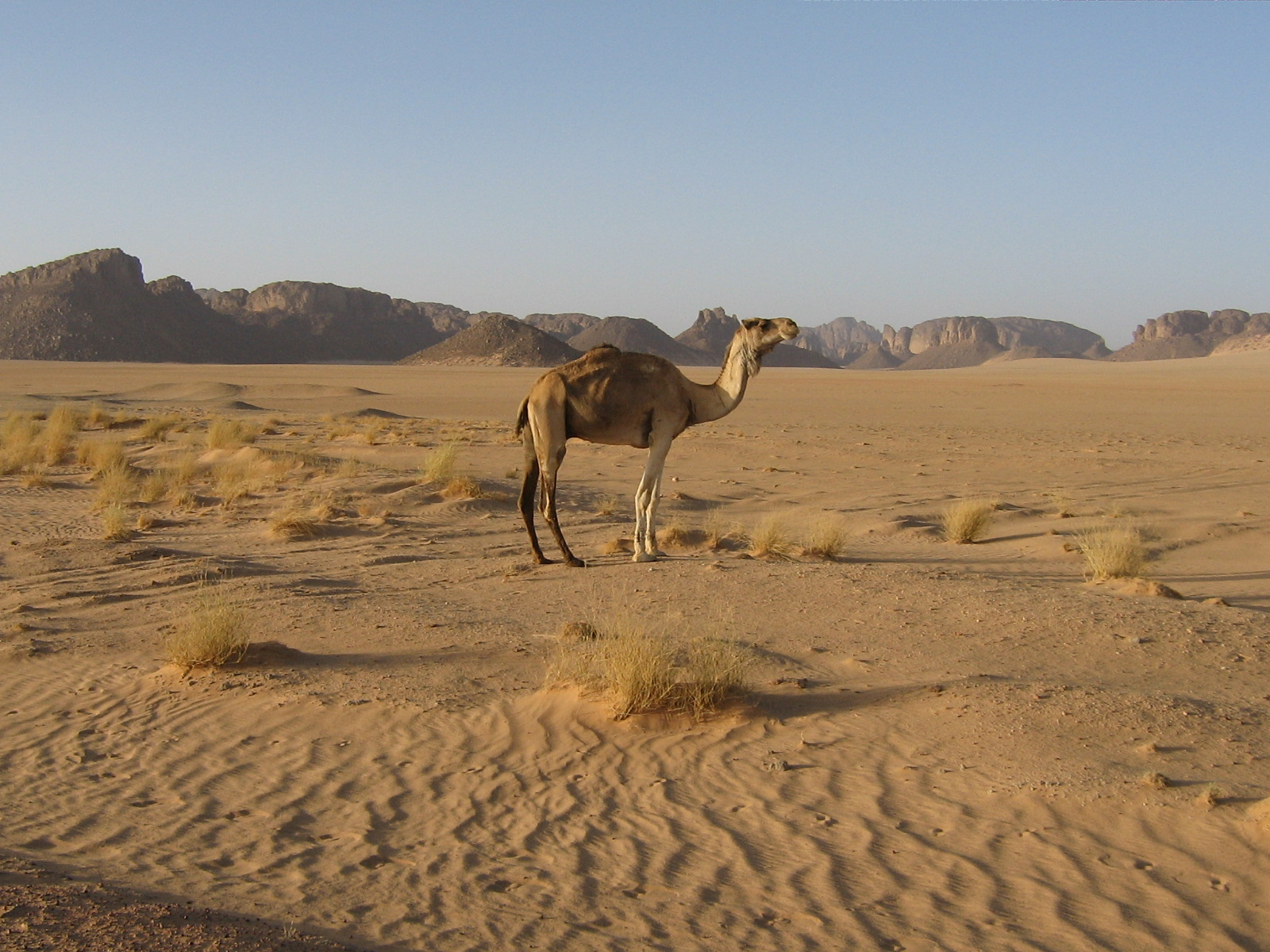
جمل عربي انعزل عن القطيع في منطقة الطاسيلي بجانت الجزائر

للجمل قدرة عجيبة على تحمل المعيشة في الصحراء حيث ارتفاع درجة الحرارة وقلة الماء والغذاء. ومن الصفات التطورية لدى الجمل أنّه ذو أذن صغير غزير الشعر حتى لا تتعرض لضرر رمال الصحراء. والعين مزودة بصفين من الرموش الطويلة لحمايتها من رمال الصحراء، وللوقاية من الحصى والرمال المتطايرة. كما أنّه يمتلك جفناً ثالثاً يقوم بالمهمّة ذاتها، ويوجد في كلّ عين غشاء رقيق يعمل كجفن داخليّ يحمي العين من هبّات الرمال، وتعلو عينيه حواجب كثيفة تحميه من أشعة الشمسِ القويّة المباشرة. والأرجل مزودة بخف أسفنجى لين ليتمكن بهما من السير على الرمال الناعمة، والسنام يختزن فيه الدهون ليقوم بحرقها.
خلال عملية التنفس حيث تتحول الدهون إلى طاقة تمدة بأحتياجاته في فترة الحرمان من الطعام والمعروف أن الدهون تحتوى على طاقة أعلى بكثير من الطاقة المخزونة في الكربوهيدرات في صورة نشا أو جليكوجين.
والجمل العربي ذو سنام واحد ضخم ويعيش في الوطن العربي وأفريقيا وشبه القارة الهندية. أما الجمل ذو السنامين فهو يستوطن آسيا الوسطى حيث يكون الشتاء بارداً فهو مكسو بمعطف شتوي يقيه برد الشتاء. وأرجله قصيره في حين أرجل الجمل العربي طويلة لتبعدة عن حرارة الرمال ما أمكن ذلك.
الجمل له قدرة عجيبه على تحمل العطش بسبب قدرته على تحمل نقص الماء في أنسجة جسمه، وأنه من خلال ذلك لا يفقد الماء من سائله الدموي إلا بنسبة ضئيلة للغاية. كما أنه يتحمل فقد الماء حتى 30% في حين أن باقي الكائنات الحية تهلك إذا زاد فقد الماء من أجسامها عن 20%. وبول وبراز الجمل لذلك مركز جداً حيث يمكن إيقاد النار في روثه مباشرة وهو يختلف عن معظم الكائنات الثديية التي تفقد نسبة من الماء الموجودة في دمائها إذا تعرضت لظروف بيئية شديدة الحرارة، لذلك فالجمل يحتاج كميات من الماء تقل كثيرة عن تلك التي تحتاجها باقي الكائنات.
أنف الجمل عجيبة العجائب، فهي مجعدة كبيرة من الداخل فتقوم بعمل المكثف فتكثف بخار الماء الخارج مع هواء الزفير فيخرج ثاني أكسيد الكربون ويتكثف بخار الماء، وبذلك تحول دون خروجه. وبذلك فهو الحيوان الوحيد الذي يستعيد الماء الموجود في الهواء الذي يتنفسه، كما أن الجمل يستطيع التحكم بإغلاق أنفه وفتحه لوجود عضلات في الفتحات الأنفية من أجل مواجهة الرياح والعواصف الرملية.
الجمل لا يعرق إلا إذا ارتفعت درجة حرارة الجو المحيط به عن درجة 42 م، أما الحرارة الزائد فيفقدها أثناء الليل، فقد علم ذلك العرب لذلك كانوا ينامون بجوار الجمال ليتدفئوا بالحرارة المنبعثة منها ليلاً. ويقوم الجمل برفع درجة حرارة جسمه نهاراً حتى درجة 41.7 م متمشياً مع حرارة الجو المحيط به حتى لا يعرق، عندئذ يبدأ في إفراز العرق ليلطف درجة حرارة جسمه إن زادت درجة حرارة الجو المحيط عن 42 م.
ظل الجمل معروفاً بعدم العرق وعدم وجود غدد للعرق حتى عام 1956 حين تبين أن له غدد عرقية على السطح البطنى ومن المفروض أن يعمل العرق على تلطيف حرارة جسم الجمل وبالطبع يؤدى العرق إلى فقد الماء وبمجرد خروج العرق ينتصب الشعر عند الجمل فيسمح بتبخر العرق من الجلد إلى الجو مباشرةً دون حدوث بلل للشعر حتى يوفر الجمل على نفسه الماء اللازم لبلل الشعر وهو الكثير الذي يريد توفيره.

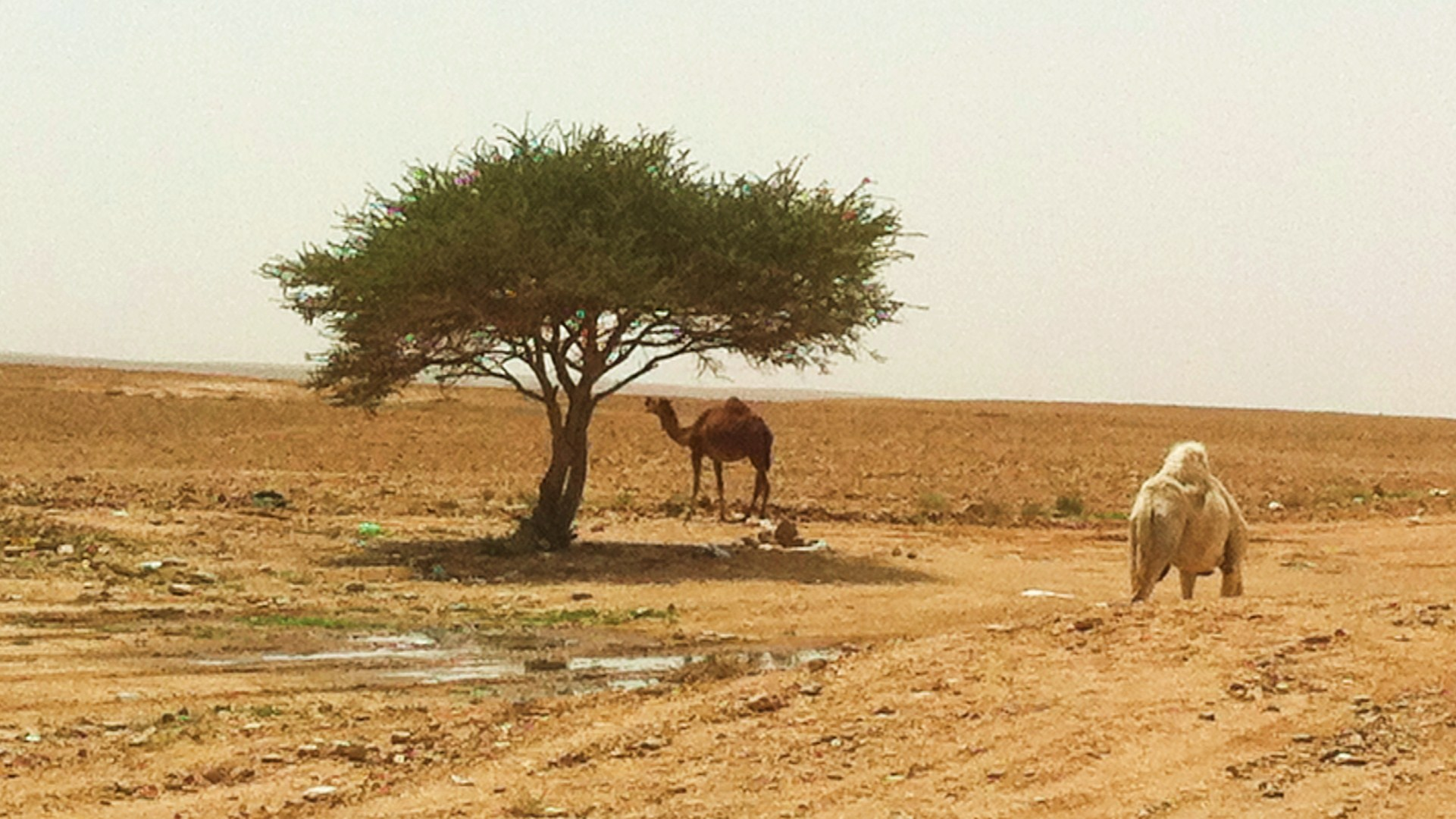
جملين في السعودية

الجمل له القدرة على شرب ماء البحر حيث أن الكلى عنده تخلصه من الأملاح الزائدة. والجمل يشرب بغزارة نحو 18 لتر ماء إذا عطش، دون أن تتأثر كرات الدم لأن الله خلقها بيضاوية ولم تخلق كروية كسائر الكائنات فعندما تمتلى كرات الدم بالماء تنتفخ وتصبح كروية دون أن تنفجر.
يحتفظ الجمل بالبول في المثانة طالما أنه في حاجة إلى الماء، حيث يمتص الدم الماء والبول مرة أخرى ويدفعه إلى المعدة لتقوم بكتريا خاصة بتحويل البولينا إلى أحماض أمينية أي إلى بروتين وماء.
خُف الجمل مخزن للماء فهو وسادة مائية فتعمل أنسجة الخف على حفظ الماء في صورة سلاسل تلتف كالجديلة، كلما زاد الماء المخزن زاد التفاف الجديلة والعكس صحيح، وعند الحاجة إلى الماء يقوم الدم بامتصاص الماء من الخف وتنفك الجديلة.
ومن المعلومات الغريبة عن الجمل أنه يبصق عندما يشعر بالتهديد حيث يعتقد البعض أنه يبصق من أجل المرح و لكن هذا غير صحيح فهو يفعل ذلك عند الشعور بالتهديد والخطرولذلك يجب أن يعامله الناس بلطف كي يعاملهم بالمثل ويمكن معرفة ما إذا كان الجمل على وشك أن يبصق حيث تمتلئ خدوده وتنتفخ.

## غذاء الجمل
بينت الدراسات أن الجمل يتمتع بالذكاء و الكفاءة العالية في استثمار الموارد الطبيعية الشحيحة حيث يتغذى على أنواع من النباتات لا يستطيع غير من الحيوانات التغذي عليها، ويملك الجمل شفاه قوية و مرنة ويتحرك كل نصف من الشفة العلوية بشكل مستقل مما يساعدها على أن تكسر وتأكل النباتات مثل الأشواك أوالنباتات المالحة وغيرها. وأثبتت الدراسات أن الكمية العلفية اليومية التي يحتاجها الجمل هي بحدود 30-40 كغ من العلف النباتي ولها القدرة على الاستفادة من النباتات الصحراوية الفقيرة بالبروتين وتحويلها الى مواد غذائية.
وتعتبر الجمال من الحيوانات شبه المجترة حيث تختلف عن الحيوانات المجترة الأخرى مثل الأبقار والأغنام اختلافين رئيسيين، الأول يتمثل بوجود منطقتين غديتين على المعدة وكل منهما مقسمة تشريحيا الى أكياس بفتحاتها عضلات قابضة وتحتوي على سائل يختلف بشكله و تركيبه عن باقي محتويات المعدة ، والثاني هو غياب الغرفتين المحددتين في المجترات وهي المعدة الثالثة و المعدة الرابعة ويحل محلها عند الجمل غرفة أنبوبية الشكل. وتختلف حركة المعدة عند الجمل عن غيره من المجترات ، كما تتميز بغياب الحويصلة الصفراوية، وعلى الرغم من هذه الفروقات فإن الجمل يجتر الغذاء و يتخمر، ثم يتعرض للهضم الميكروبي كما هو الحال في المجترات.

## أصوات الإبل
- الحنين: صوت تعبر به عن حزنها لفقد مولودها.
- الرغاء: صوت تعبر به عن الضجر والفراغ.
- الهميس: صوت خف الجمل عند المشي.
- الإرزام: صوت تخرجها الناقة من حلقها عند الفرح أو الحنان.
- الضبح: صوت إصدار الهواء عند الفزع.
- الأطيط: صوت تعبر به عن ثقل الحمل عليها.

## الاستخدامات الطبية
حليب النوق هو حليب ذو مواصفات عالية الجودة، ويعتبر غذاءً كاملاً للبدو وسكان الصحراء.

## اللحم
لحم الجمل ينصح بتناوله لراغبي الريجيم أو التخسيس الغذائي وهو الأقل ضرراً على القلب نظراً لضآلة نسبة الدهون فيهِ مقارنة مع اللحوم الحمراء الأخرى، إن لحم الجمل يتميز بأن أليافه خشنة وعريضة ومرتبطة ببعضها بعضا بنسيج ضام كثيف لا يوجد فيها دهن مختلط بالعضلات، وينصح بتناول لحم الجمل لمن يطبقون الريجيم الغذائي للتخسيس، ويرغبون في تقليل مستوى الكوليسترول في الدم، نظراً لوجود حامض اللينوليك فيهِ، ووجود الأحماض الدهنية غير المشبعة في لحم الجمل تقلل أيضًا من احتمالات الإصابة بأمراض القلب المختلفة، حيث وجد ان هناك ارتباطاً واضحاً بين الإصابة بهذه الأمراض وزيادة تناول الأحماض الدهنية المشبعة في دهون لحوم الأبقار والجاموس والخراف والماعز، وكذلك فإن لحم الجمل دهونه أقل كثافة من لحم الجاموس والأبقار.

## زينة الإبل
- الرحل: الرحل هو السرج الذي يوضع على الناقة ليجلس عليه الراكب.
- الوضين: يثبت الرحل على الناقة باستخدام حبل أو رباط مما كان متاحاً من المواد، كالصوف أو الشعر وينسج نسجاً.
- الخطام: الخطام: هو المقود الذي يقاد به البعير وتعريفه «ما وضع في أنف البعير ليقاد بهِ»
- الغبيط: الغبيط هو الهودج الذي يجعل على ظهر البعير فوق الرحل، ويقصد منه أن تجلس فيه المرأة وهي في ستر، وقد يسمى هذا الغبيط بالظعائن والظعن وهذا مشهور في الشعر.
- الرجازة والنحيزة

- الرجازة: وهي شعر أو صوف يعلق على الهودج في خيوط يزين بها.
- أما النحيزة فهي: «نسيجة طويلة يكون عرضها شبراً وعظمة ذراع تعلق على الهودج يزين بها».
- البتيل: يقصد به شداد الراحلة المصنوع من خشب قوي ناعم.
- بَد: هي الحشايا التي توضع تحت شداد الراحلة لتحمله عن ظهرها وقاية لها من مس خشب الشداد.

## معرض صور

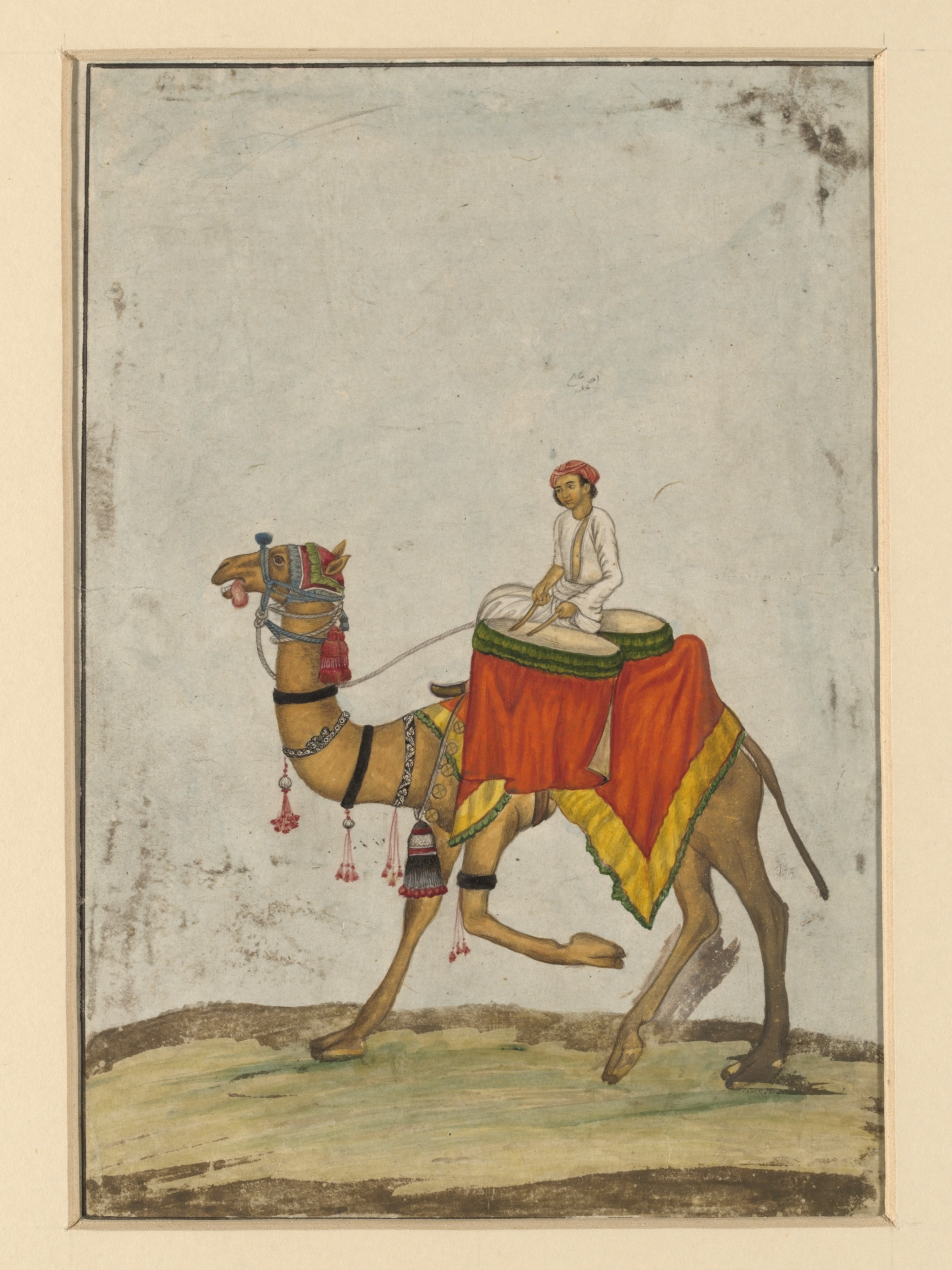
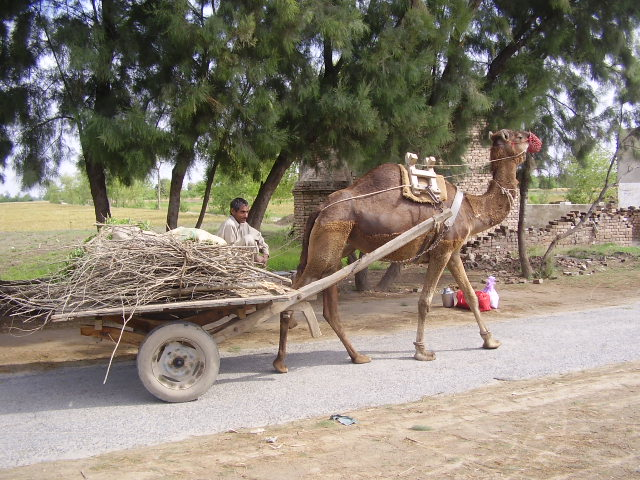
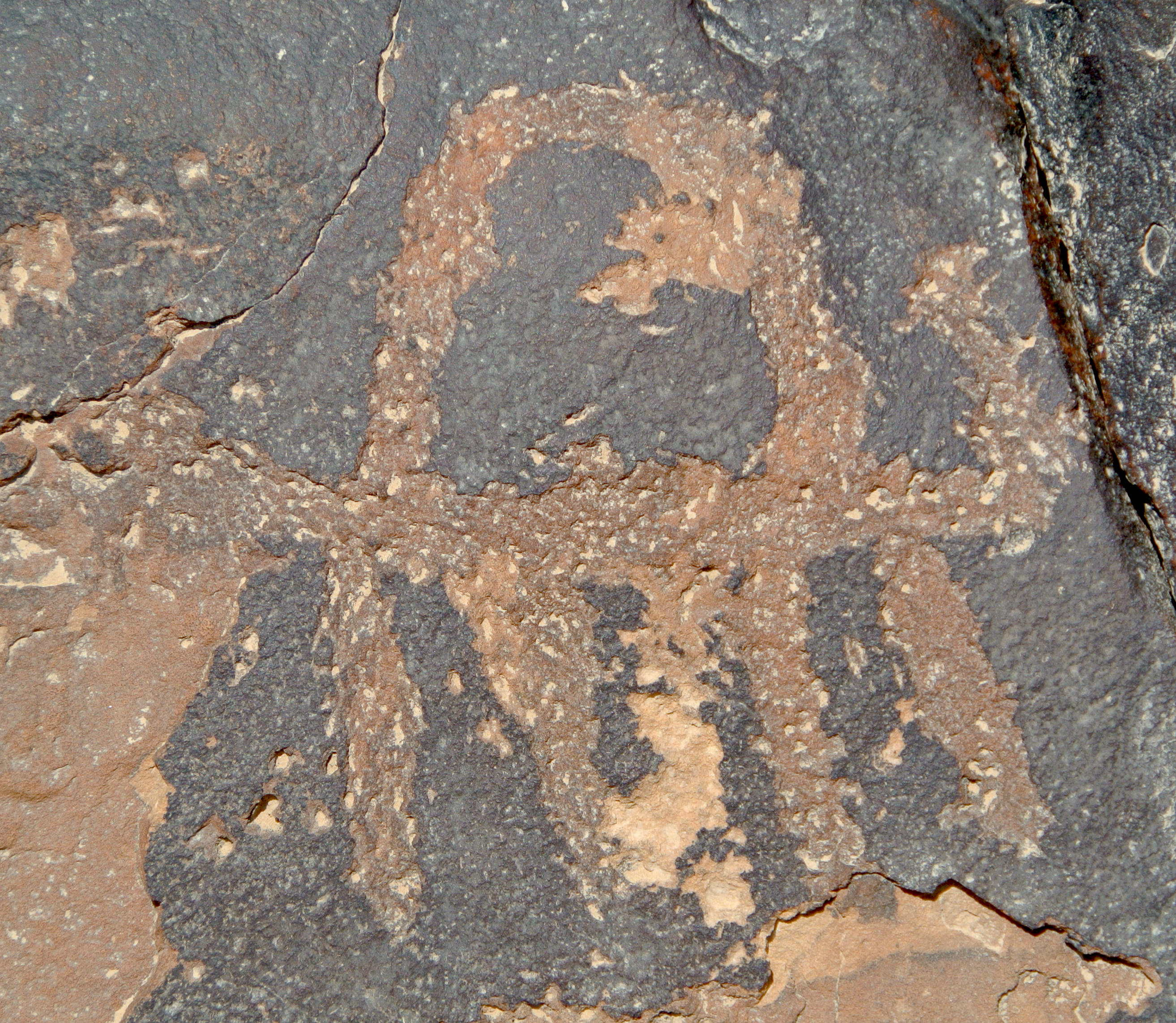
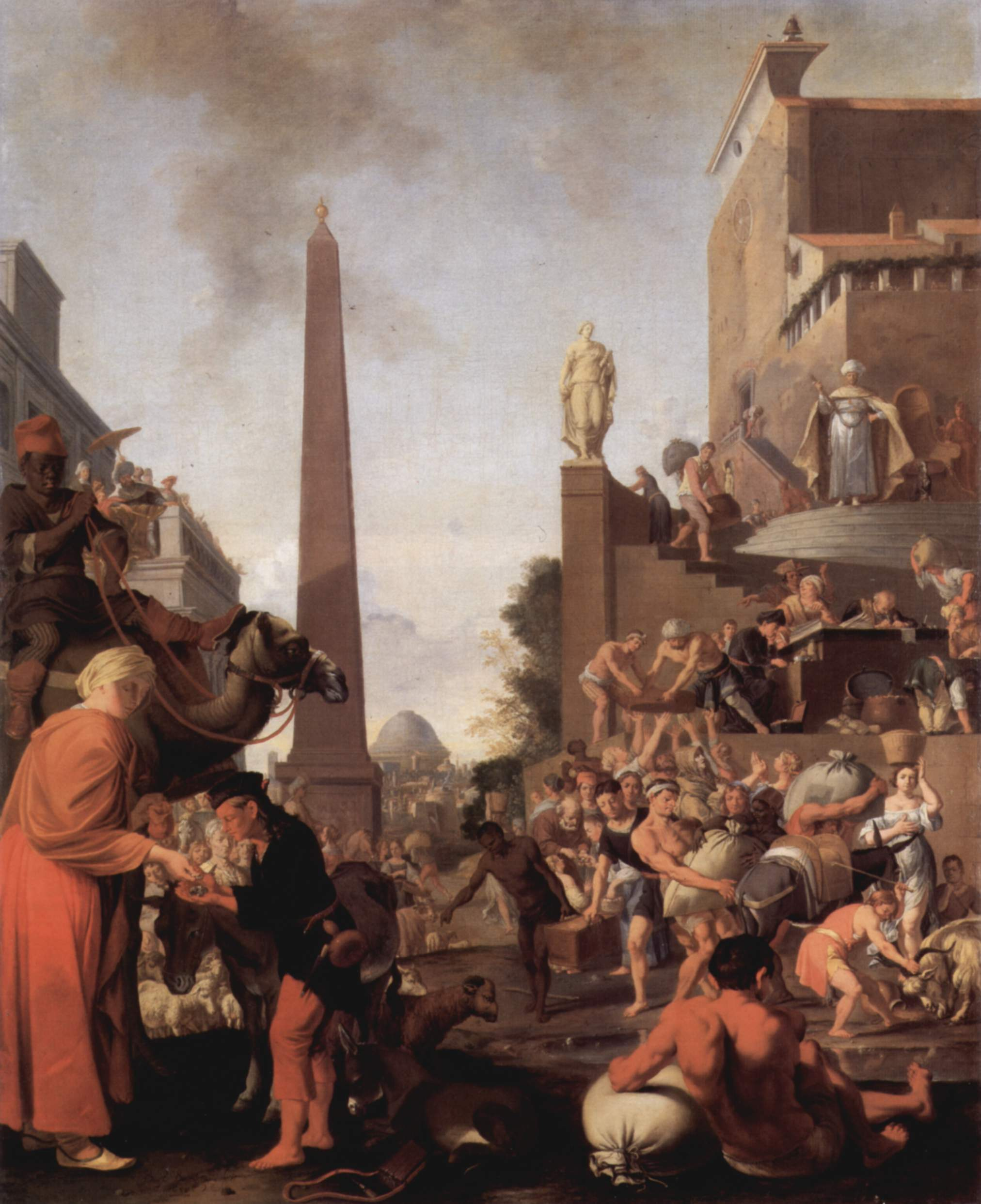
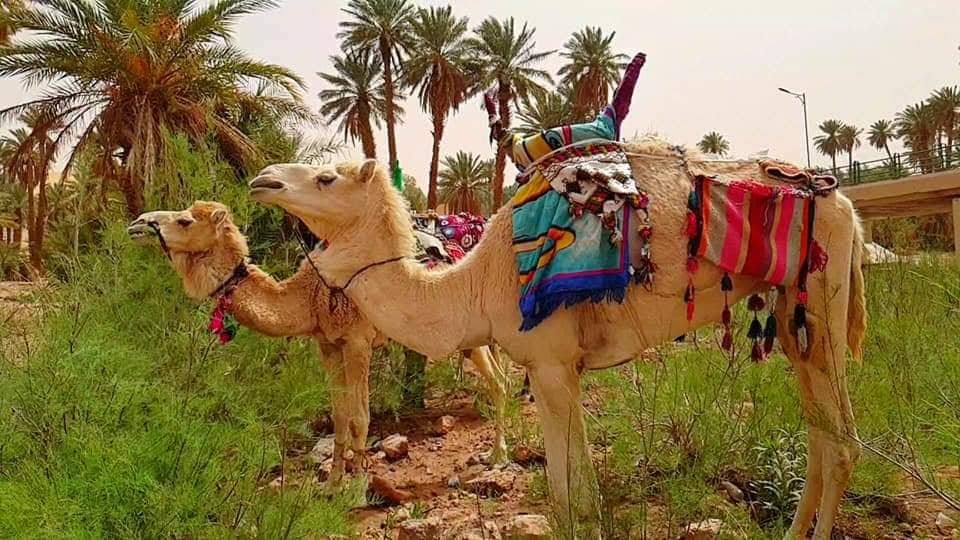

## وصلات خارجية
- استنساخ أول جمل في العالم في دبي